# Acroceratitis similis
Acroceratitis similis är en tvåvingeart som beskrevs av Hardy 1973. Acroceratitis similis ingår i släktet Acroceratitis och familjen borrflugor.
Artens utbredningsområde är Thailand. Inga underarter finns listade i Catalogue of Life.